# Ludwig Wenz
Ludwig Wenz (* 27. August 1906 in Nürnberg; † 18. April 1968) war ein deutscher Fußballtorwart, der für Nürnberger Vereine und die SpVgg Fürth aktiv war und ein Länderspiel für die A-Nationalmannschaft bestritt.

## Karriere

### Vereine
Wenz, in Nürnberg geboren, begann elfjährig beim FC Sportfreunde Nürnberg mit dem Fußballspielen und wechselte 1920 zum Nürnberger FV, für den er fünf Spielzeiten lang aktiv war.
Dem Jugendalter entwachsen wurde er zur Saison 1925/26 vom Allgemeinen Sportverein Nürnberg als Torwart verpflichtet, für den er in der Bezirksliga Bayern, ab der Saison 1927/28 in der Bezirksliga Bayern, Gruppe Nordbayern, aktiv war.
Zur Saison 1931/32 wechselte er zum Ligakonkurrenten SpVgg Fürth, für die er ab der Saison 1933/34 in der Gauliga Bayern (ab 1939 offiziell Sportbereichsklasse Bayern) anstelle der Bezirksligen als oberste Spielklassen in Deutschland seine Punktspiele bestritt – bis 1940 (während der laufenden Saison) 145 genau. 1935 gewann er mit der Mannschaft die Gauliga-Meisterschaft und war infolgedessen als Teilnehmer an der Endrunde der Deutschen Meisterschaft 1935 qualifiziert. In der Gruppe D bestritt er alle sechs Spiele und scheiterte knapp am VfB Stuttgart um den Einzug ins Halbfinale. Für die Fürther bestritt er des Weiteren in den Spielzeiten 1935, 1937 und 1938 sieben Spiele um den Tschammerpokal, dem Vorgänger des DFB-Pokals.

### Nationalmannschaft
Im Gegensatz zu vielen anderen hervorragenden Nürnberger Fußballspielern wechselte er nie zum 1. FC Nürnberg. Dennoch wurde er 1930 einmal in die A-Nationalmannschaft berufen. Im selben Jahr hatte der langjährige Stammtorwart der Nationalmannschaft Heiner Stuhlfauth vom 1. FC Nürnberg sein letztes Länderspiel bestritten. Als Nachfolger konnte sich Ludwig Wenz bei der 3:6-Niederlage am 7. September 1930 in Kopenhagen gegen die Auswahl Dänemarks jedoch nicht empfehlen – es blieb sein einziger Länderspieleinsatz.
Zum 1. Mai 1937 trat er der NSDAP bei (Mitgliedsnummer 4.645.555). Zuvor schloss er sich bereits am 1. November 1933 der SA an, in der er Rottenführer war. Spätrestens seit November 1942 war er Bewerber in der SS, aber noch August 1944 nicht Mitglied, so dass seine Aufnahme zweifelhaft ist.